# Giuseppe Facoetti
Giuseppe Facoetti (Orio al Serio, 26 febbraio 1902 – ...) è stato un calciatore italiano, di ruolo centrocampista.

## Caratteristiche tecniche
Era un buon mediano, che giocava prevalentemente sulla fascia destra ma, all'occorrenza, poteva giocare anche sulla sinistra.

## Carriera
Centrocampista esterno utilizzato prevalentemente sulla fascia destra, cresce nell'Atalanta, con la quale debutta in prima squadra dopo due stagioni passate nella squadra riserve, disputando quindi la Prima Categoria 1921-1922.
Tutta la sua carriera si svolge con i colori neroazzurri, vestiti per undici anni, dei quali quattro passati tra le riserve. Le presenze accertate sono 58, anche se si presume possano essere di più, a causa della carenza di archivi storici.
Terminata la carriera da calciatore iniziò a lavorare in un'industria del settore elettrico, la Magrini
di Bergamo, e parallelamente a questa attività allenò alcune squadre giovanili amatoriali.

## Palmarès

### Club

#### Competizioni nazionali
- Seconda Divisione: 1

Atalanta: 1922-1923
- Prima Divisione: 1

Atalanta: 1927-1928